# Katsura, l'arbre de l'amour
Pour plus de détails, voir Fiche technique et Distribution.
Katsura, l'arbre de l'amour (愛染かつら, Aizen katsura) est un film japonais réalisé par Hiromasa Nomura, sorti en 1938 en deux parties. Ce film est le premier des trois volets d'une adaptation d'un roman de Matsutarō Kawaguchi et a été un immense succès au Japon.

## Synopsis
Katsue Takaishi à 24 ans, elle vit dans le foyer des infirmières célibataires de la clinique de Tokyo où elle travaille. Elle a une fille de cinq ans, Toshiko, dont elle tient l'existence secrète et qu'elle a confiée à sa sœur ainée, Sadae. Mariée à l'âge de dix-huit ans, son mari est mort de maladie avant même la naissance de Toshiko. Katsue est amené à chanter lors de la réception organisée en l'honneur de Kozo Tsumura, le fils du directeur de la clinique qui vient d'obtenir son diplôme de pédiatre. Les deux jeunes gens tombent amoureux et prêtent serment devant l'arbre Aizen katsura qui selon la légende permet à deux amants de vivre ensemble.
Kozo s'oppose à ses parents qui, selon la tradition familiale, veulent qu'il se marie avec la fille d'un médecin. Il décide de s'enfuir avec Katsue à Kyoto, mais le jour du départ, Katsue est absente, sa fille est soudainement tombée malade et elle loupe le train. Dès lors, une série de malentendus et la différence de classe sociale éloignent inexorablement les deux amants. Kozo découvre par hasard l'existence de la fille de Katsue lors d'une consultation médicale en pédiatrie tandis que Katsue rencontre Michiko, la jolie et pétillante jeune fille que les parents de Kozo veulent qu'il épouse.
Ce n'est que grâce au sacrifice de Michiko qui décide de retourner à ses études aux États-Unis et aux infirmières qui apprennent à Kozo la véritable histoire de Katsue, devenue chanteuse entre-temps, que les deux amants se retrouvent finalement.

## Fiche technique
- Titre original : 愛染かつら (Aizen katsura?)

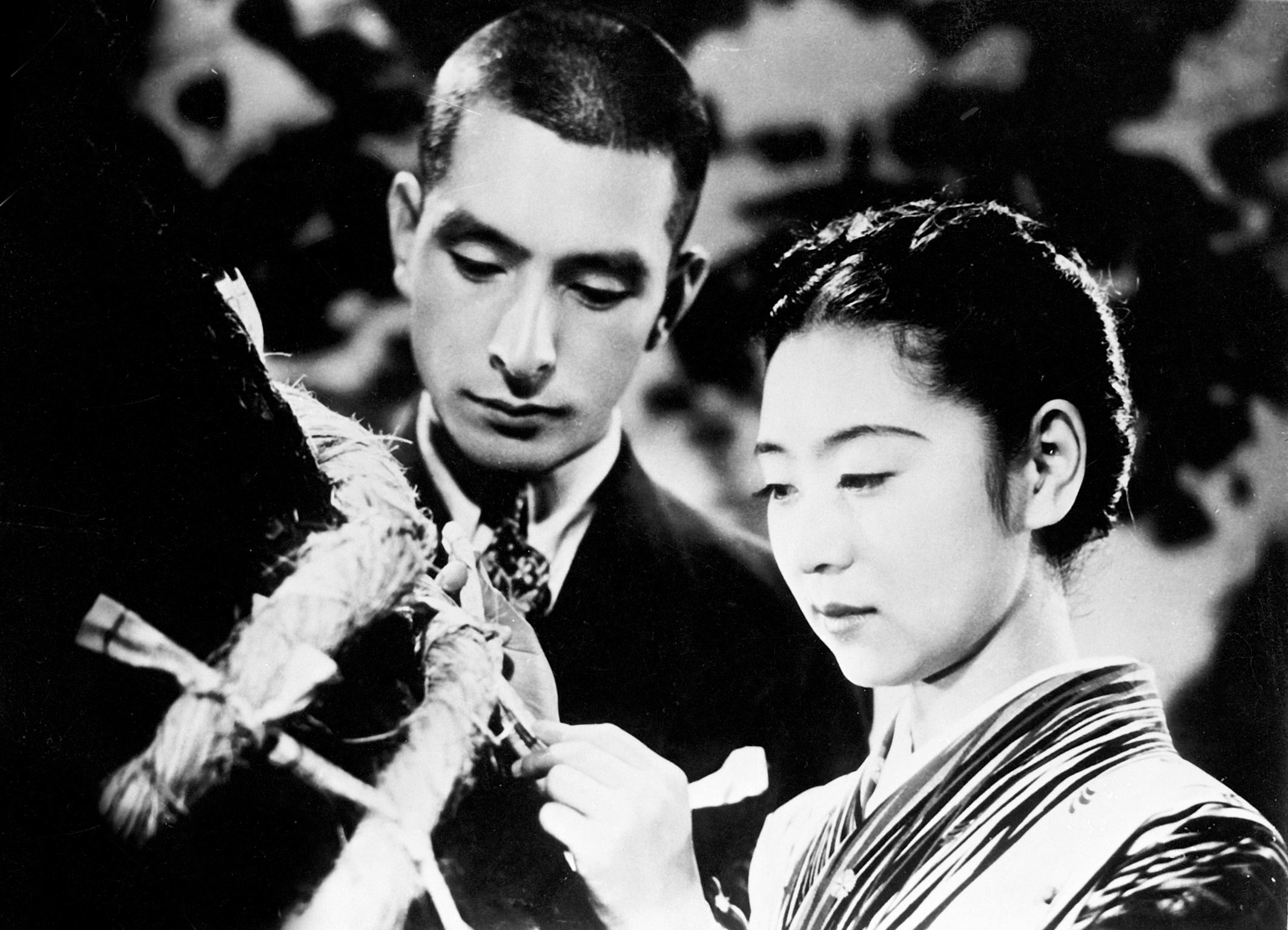
Ken Uehara et Kinuyo Tanaka

- Titre français : Katsura, l'arbre de l'amour[1]
- Titres anglais : Yearning Laurel, The Compassionate Buddha Tree ou The Love-Troth Tree[2]
- Réalisation : Hiromasa Nomura
- Scénario : Kōgo Noda d'après un roman de Matsutarō Kawaguchi publié sous forme de série dans le magazine féminin Fujin kurabu (Lady's Club) de janvier 1937 à mai 1938[3]
- Photographie : Michio Takahashi
- Musique : Tadashi Manjōme
- Société de production : Shōchiku
- Pays d'origine :  Empire du Japon
- Langue originale : japonais
- Format : noir et blanc — 1,37:1 — 35 mm — son mono
- Genre : Mélodrame
- Durée : 88 minutes
- Date de sortie :
  - Empire du Japon : 15 septembre 1938[4],[5]

## Distribution
- Kinuyo Tanaka : Katsue Takaishi
- Ken Uehara : Kozo Tsumura
- Yutaka Mimasu : le docteur Nakata
- Michiko Kuwano : Michiko, la fille du docteur Nakata
- Hideo Fujino : Yasuki Tsumura, le père de Kozo, directeur de la clinique
- Fumiko Katsuragi : Kiyoko, la mère de Kozo
- Masami Morikawa : Takeko, la jeune sœur de Kozo
- Reikichi Kawamura : Haruki, l'oncle de Kozo
- Mitsuko Yoshikawa : Sadae, la sœur ainée de Katsue
- Kazuko Kojima : Toshiko, la fille de Katsue
- Shin Saburi : Hattori, l'ami de Kozo à Kyoto
- Kenji Ōyama : le docteur Kimura, l'ami de Kozo à Atami
- Mitsuko Mito : Katsuko, la femme du docteur Kimura
- Tatsuo Saitō : Okajima, le directeur de la maison de disque
- Takeshi Sakamoto : Yoshikawa, l'assistant directeur de la clinique
- Fumiko Okamura : Satō, l'infirmière en chef
- Yaeko Izumo : Haruko Minezawa, une infirmière
- Mitsuko Higashiyama : Yoneko Saiga, une infirmière
- Setsuko Shinobu : Shigeko Onda, une infirmière
- Tazuko Kusaka : Tatsuko Wakai, une infirmière
- Ryōko Kuhara : Tokuko Hamada, une infirmière
- Seiji Nishimura : le docteur Terashima

## Autour du film
L'adaptation par Hiromasa Nomura du roman de Matsutarō Kawaguchi comporte trois volets, les deux autres sont Zoku aizen katsura (続愛染かつら) (mai 1939) et Aizen katsura: Kanketsu-hen (愛染かつら 完結篇) (novembre 1939).
Katsura, l'arbre de l'amour est, selon Jean Tulard, l'un des deux mélodrames qui a le plus marqué le Japon. Bien que les critiques aient été mauvaises,, les trois films ont connu un extraordinaire succès auprès du public grâce au charisme des deux acteurs principaux, Kinuyo Tanaka et Ken Uehara, et à la capacité de Hiromasa Nomura à créer des situations émouvantes. C'est le film japonais qui a rapporté le plus d'argent au moment de sa sortie.
Le film est le précurseur d'un genre de mélodrames appelés surechigai (すれ違い, litt. se croiser sans se rencontrer) dans lesquels les amants sont sans cesse dans des situations où ils sont proches de se retrouver sans parvenir à le faire.